# Espectroelectroquímica

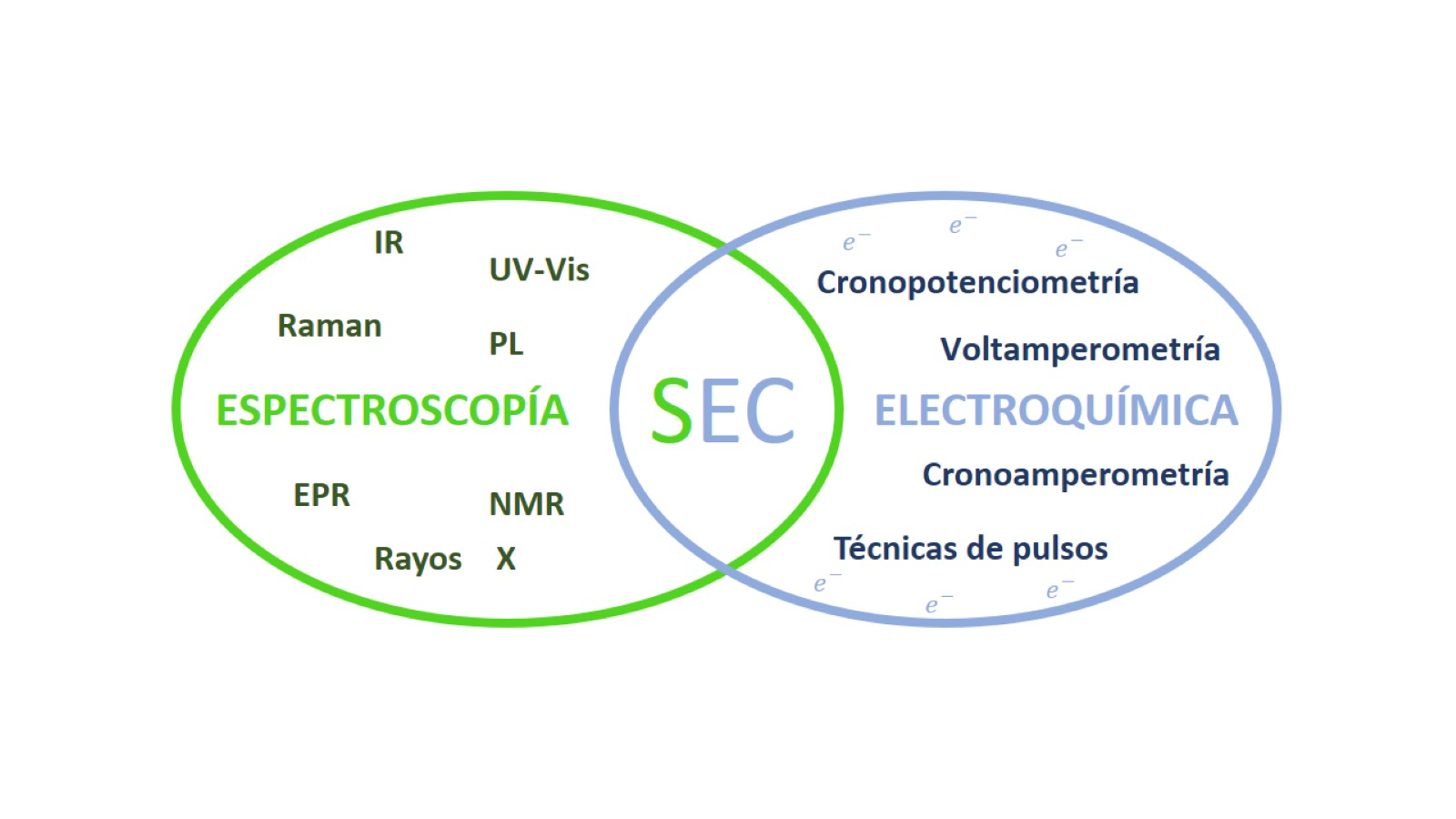
Técnicas espectroscópicas y electroquímicas que en conjunto forman la espectroelectroquímica

La espectroelectroquímica (SEC) es un conjunto de técnicas de análisis multi-respuesta en las que a través de un único experimento se obtiene información química complementaria de carácter electroquímico y espectroscópico sobre un determinado sistema químico. La espectroelectroquímica proporciona una visión global de los fenómenos que tienen lugar durante un proceso electródico.
El primer experimento espectroelectroquímico fue realizado por Kuwana en 1964.
El objetivo principal en los experimentos espectroelectroquímicos es obtener información electroquímica y espectroscópica in-situ, simultánea y resuelta en el tiempo sobre reacciones que tiene lugar en la superficie de un electrodo. El fundamento de la técnica consiste en estudiar la interacción de un haz de radiación electromagnética con las especies participantes en estas reacciones. Las variaciones de las señales óptica y eléctrica nos permiten comprender la evolución del proceso electródico.
Las técnicas en las que se basa la espectroelectroquímica son:
- La electroquímica, que estudia la interacción entre la energía eléctrica y el cambio químico que permite analizar las reacciones que involucran transferencia de electrones (reacciones redox).[7]

- La espectroscopía, que estudia la interacción entre la radiación electromagnética y la materia, mediante absorción, dispersión o emisión de energía radiante.[8][9]

La espectroelectroquímica aporta información molecular, termodinámica y cinética de los reactivos, productos y compuestos intermedios a lo largo del proceso de transferencia electrónica.

## Clasificación de las técnicas espectroelectroquímicas
Existen diferentes métodos espectroelectroquímicos basados en la combinación de técnicas espectroscópicas y electroquímicas. En cuanto a la electroquímica, las técnicas más habitualmente empleadas son:
- Cronoamperometría, que mide la intensidad de corriente en función del tiempo al aplicar un potencial constante al electrodo de trabajo.

- Cronopotenciometría, que mide la diferencia de potencial en función del tiempo aplicando una corriente constante.

- Voltamperometría, que mide la variación de intensidad de corriente en función de la variación del potencial del electrodo de trabajo.

- Técnicas de pulsos, que miden la intensidad de corriente en función del tiempo tras aplicar funciones de potencial que contienen pulsos.

Habitualmente, la clasificación general de las técnicas espectroelectroquímicas se realiza en función de la técnica espectroscópica utilizada.

### Espectroelectroquímica de absorción ultravioleta-visible
La espectroelectroquímica de absorción ultravioleta-visible (UV-Vis) es una técnica que estudia la absorción de radiación electromagnética en las regiones ultravioleta-visible del espectro, proporcionando información molecular relacionada con los niveles electrónicos de las moléculas. Permite realizar análisis cualitativo, a través de la caracterización de compuestos, y cuantitativo mediante la determinación de la concentración de los analitos de interés. Por otro lado, ayuda a la determinación de diversos parámetros electroquímicos tales como coeficientes de absortividad, potenciales estándar o constantes de velocidad de transferencia electrónica.

### Espectroelectroquímica de fotoluminiscencia
La fotoluminiscencia (PL) es un fenómeno relacionado con la capacidad que tienen determinados compuestos que tras absorber radiación electromagnética específica emiten fotones mediante un proceso de relajación radiante. Esta técnica espectroelectroquímica está limitada a aquellos compuestos con propiedades fluorescentes o luminiscentes, estando los experimentos fuertemente interferidos por la luz ambiental. Además de información estructural, esta técnica proporciona información cuantitativa mediante la determinación de concentraciones con muy buenos límites de detección.

### Espectroelectroquímica en el infrarrojo
La espectroscopia infrarroja se basa en el hecho de que las moléculas absorben radiación electromagnética a frecuencias características relacionadas con su estructura. La espectroelectroquímica en el infrarrojo (IR) es una técnica que permite la caracterización de moléculas en función de la resistencia, rigidez y número de enlaces presentes y detecta la presencia de compuestos. Asimismo, determina la concentración de especies durante una reacción, la estructura de compuestos, las propiedades de los enlaces, etc.

### Espectroelectroquímica Raman
La espectroelectroquímica Raman se basa en fenómenos de dispersión inelástica o dispersión Raman de luz monocromática que incide sobre la molécula, proporcionando información sobre transiciones energéticas vibracionales. El espectro Raman está relacionado con las transiciones vibracionales propias de cada compuesto, proporcionando información específica sobre su estructura y composición, como si se tratase de una verdadera huella dactilar.

### Espectroelectroquímica de rayos X
La espectroelectroquímica de Rayos X es una técnica que estudia la interacción de radiación de alta energía con la materia durante un proceso electródico. Los Rayos X pueden dar lugar a fenómenos de absorción, emisión o dispersión, permitiendo realizar análisis tanto cuantitativo como cualitativo dependiendo del fenómeno que tenga lugar. Todos estos procesos implican transiciones electrónicas en capas internas de los átomos implicados. Son particularmente interesantes los procesos de absorción y emisión de radiación que tienen lugar durante una reacción de transferencia electrónica, en los que se puede producir promoción o relajación de un electrón entre una capa externa y una capa interna del átomo.

### Espectroelectroquímica de resonancia magnética nuclear
La resonancia magnética nuclear (RMN) es una técnica empleada para obtener información física, química, electrónica y estructural sobre las moléculas debido al desplazamiento químico de las frecuencias de resonancia de los spines nucleares en la muestra. Su combinación con técnicas electroquímicas puede proporcionar información detallada y cuantitativa sobre los grupos funcionales, la topología, las dinámicas y la estructura tridimensional de las moléculas en disolución durante un proceso de transferencia de carga. El área bajo un pico de RMN se relaciona con la proporción del número de giros involucrados y las integrales de pico para determinar la composición cuantitativamente.

### Espectroelectroquímica de resonancia paramagnética electrónica
La resonancia paramagnética nuclear (EPR) es una técnica que permite detectar radicales libres formados en sistemas químicos o biológicos de forma directa, y realizar un estudio sobre la simetría y la distribución electrónica de iones paramagnéticos. Se trata de una técnica muy específica dado que los parámetros magnéticos son característicos de cada ion o radical libre. Los principios físicos de esta técnica son análogos a los de la RMN, pero en el caso de la EPR se excitan espines electrónicos en lugar de nucleares, muy interesante en determinadas reacciones electródicas.

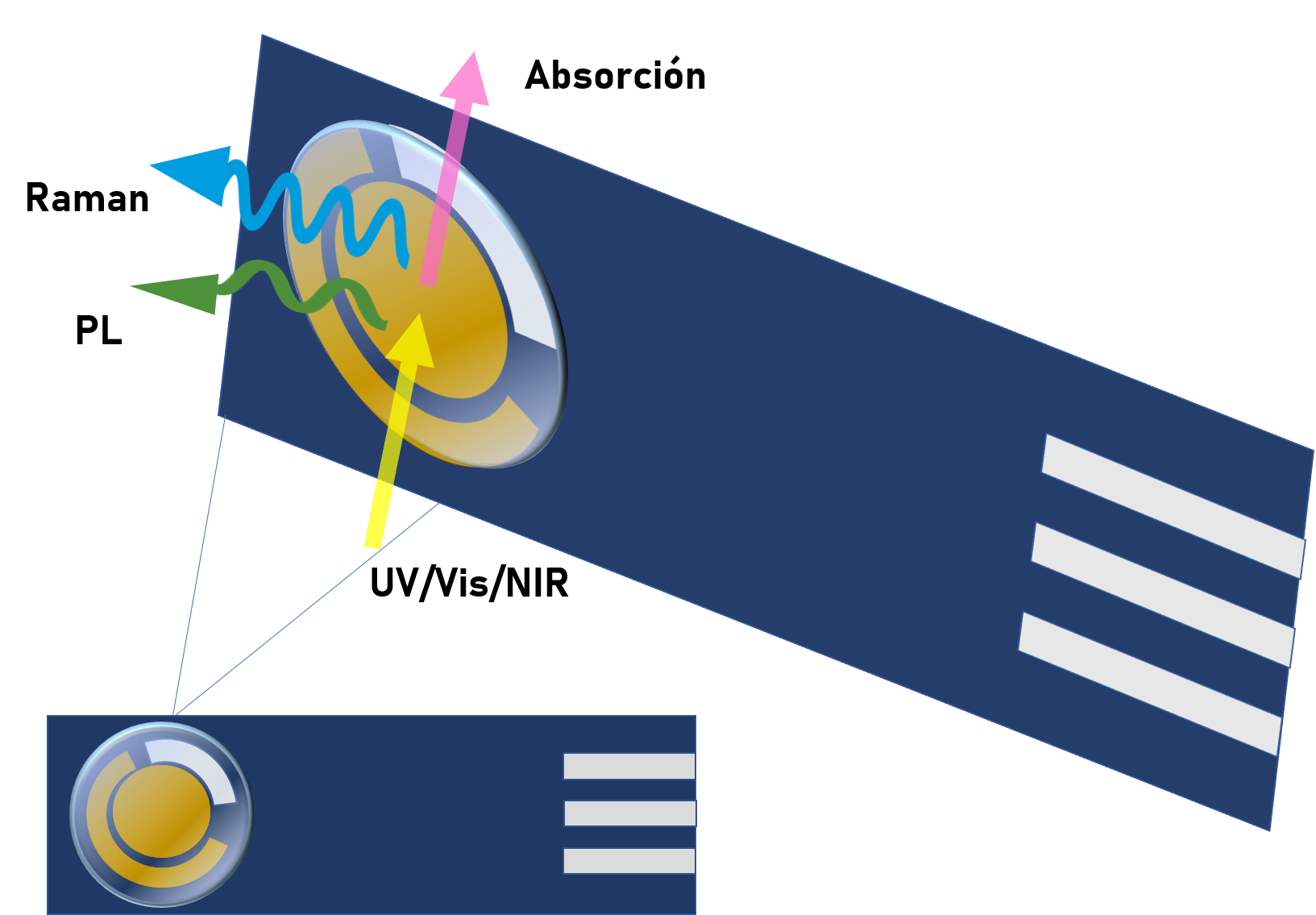
Electrodo serigrafiado con algunos de los distintos tipos de medidas de SEC (absorción, emisión, dispersión Raman). En la figura se muestra un sistema de tres electrodos: el disco central, correspondiente al electrodo de trabajo; el semicírculo de mayor arco, correspondiente al electrodo auxiliar o contraelectrodo; y el semicírculo de menor arco, el electrodo de referencia

## Ventajas y aplicaciones
La versatilidad de la espectroelectroquímica es elevada ya que existe la posibilidad de emplear multitud de técnicas electroquímicas en diversas regiones espectrales en función del objeto de estudio y de la información de interés.
Las principales ventajas de las técnicas espectroelectroquímicas son:
- La obtención simultánea de información mediante diferentes métodos y de diversa naturaleza en un único experimento, aumentando de este modo la selectividad y la sensibilidad.

- La obtención de información tanto cualitativa como cuantitativa.

- La posibilidad de trabajar con poca cantidad de muestra, permitiendo un ahorro de la misma por si fuera necesario realizar posteriores análisis.[1]

Debido a la elevada versatilidad de la técnica, el campo de aplicaciones es muy amplio.
- Estudiar mecanismos de reacción, donde se puede observar la oxidación y reducción de las especies presentes en la reacción, la ausencia o presencia de estas, así como la formación de intermedios de reacción.[1][2][3][4][5][14]

- Caracterizar materiales tanto orgánicos como inorgánicos, comprendiendo la estructura y las propiedades del material al ser perturbado por una señal (eléctrica, luminosa, etc.).

- Desarrollar de sensores espectroelectroquímicos, que se basan en respuestas ópticas y eléctricas, capaces de proporcionar dos señales independientes que autovalidan la determinación.

- Establecer una relación entre las propiedades electroquímicas y espectroscópicas de los catalizadores con su comportamiento fotoquímico y fotofísico.

- Estudiar diferentes procesos y moléculas de interés en biotecnología, bioquímica o medicina.

- Determinar propiedades y características específicas de nuevos materiales de interés en campos como el de la energía o la nanotecnología.